# Klaus-Dieter Lehmann

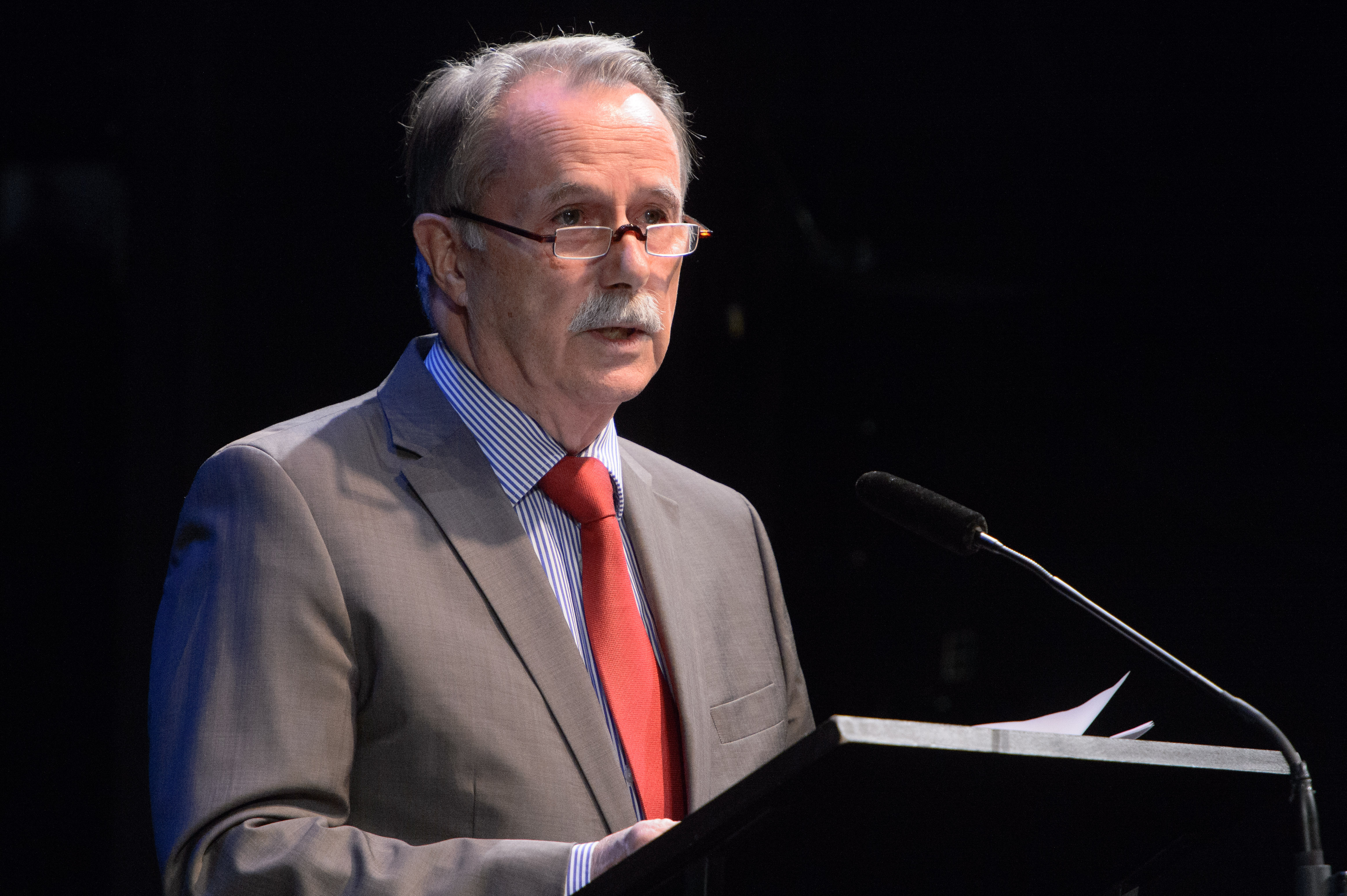
Klaus-Dieter Lehmann (2014)

Klaus-Dieter Lehmann (* 29. Februar 1940 in Breslau) ist ein deutscher Bibliothekar und Kulturmanager. Er war von 1988 bis 1998 Generaldirektor der Deutschen Bibliothek (Vorläuferin der Deutschen Nationalbibliothek), anschließend bis 2008 Präsident der Stiftung Preußischer Kulturbesitz. Von 2008 bis 2020 wirkte er als Präsident des Goethe-Instituts.

## Leben
Es gelang der Familie 1945 mit dem letzten Zug aus Breslau zu fliehen. Lehmann wuchs zunächst in der oberfränkischen Kleinstadt Rehau und später in Düsseldorf auf. Er studierte Mathematik und Physik an den Universitäten Köln und Mainz und legte 1967 sein Diplom ab. Nach einer Tätigkeit am Max-Planck-Institut für Chemie in Mainz absolvierte er von 1968 bis 1970 ein Bibliotheksreferendariat an der Hessischen Landes- und Hochschulbibliothek Darmstadt und der Bibliotheksschule in Frankfurt, das er mit dem Staatsexamen abschloss. Anschließend arbeitete er als Bibliotheksrat in der Hessischen Landes- und Hochschulbibliothek Darmstadt und wechselte 1973 zur Stadt- und Universitätsbibliothek in Frankfurt am Main, deren Leitung er 1978 übernahm.
1988 wurde er Generaldirektor der Deutschen Bibliothek in Frankfurt. Nach der Wiedervereinigung führte er die beiden Nationalbibliotheken in Frankfurt und Leipzig (Deutsche Bücherei) sowie das Deutsche Musikarchiv Berlin unter Beibehalt aller drei Standorte organisatorisch unter dem Namen „Die Deutsche Bibliothek“ (seit 2006 Deutsche Nationalbibliothek) zusammen. 1998 erfolgte der Ruf nach Berlin als Präsident der Stiftung Preußischer Kulturbesitz. Im Februar 2008 schied er aus diesem Amt aus; sein Nachfolger wurde Hermann Parzinger.

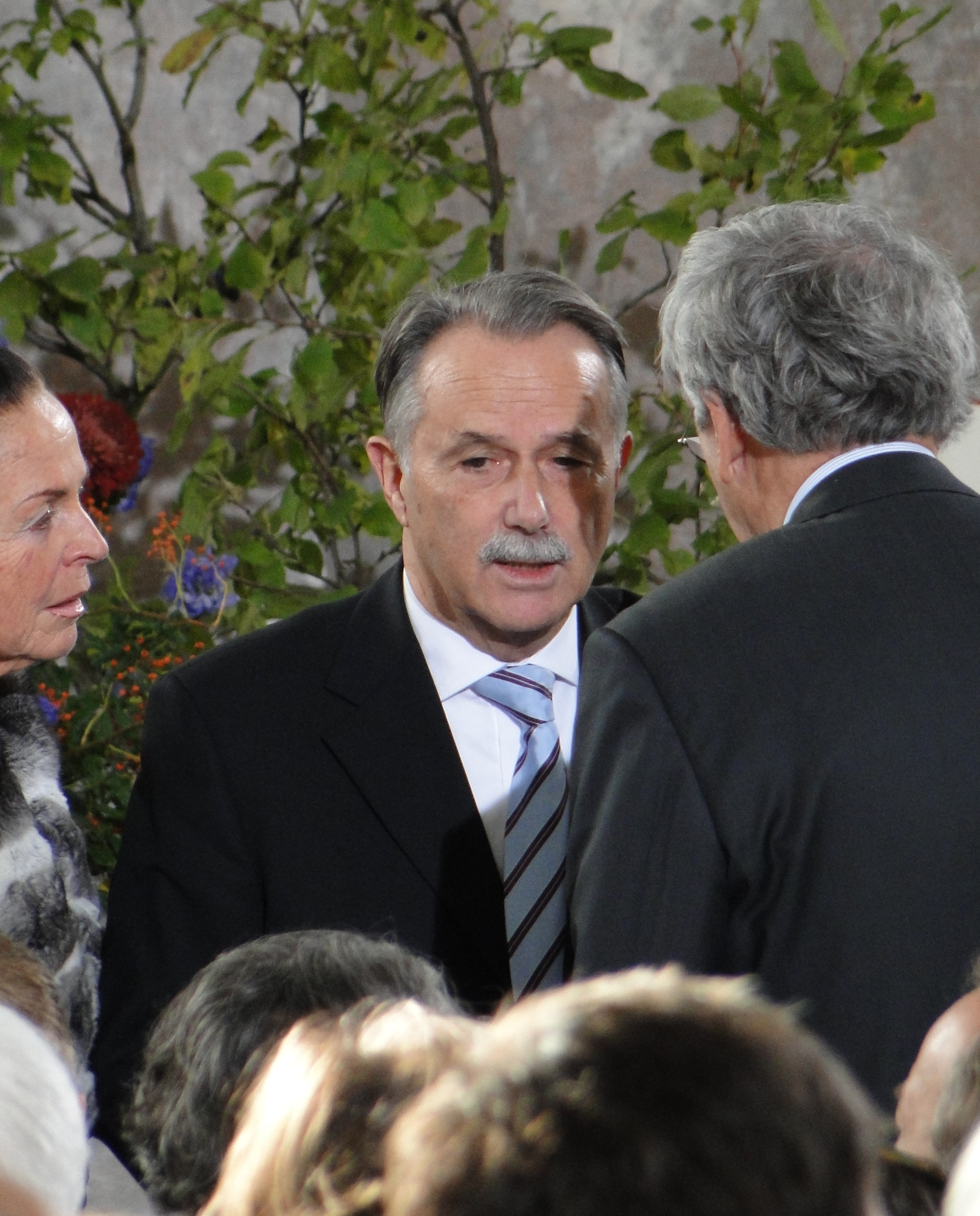
Lehmann mit Michael Naumann bei der Verleihung des Friedenspreises des Deutschen Buchhandels in Frankfurt (2009)

Lehmann, der seit 2002 Vizepräsident des Goethe-Instituts war, wurde in der Nachfolge von Jutta Limbach am 11. September 2007 zum neuen Präsidenten des Goethe-Instituts gewählt; seine Wahl wurde umgehend durch Bundesaußenminister Frank-Walter Steinmeier bestätigt. Lehmann trat das Amt am 1. April 2008 an. Anfang 2013 bestätigte das Präsidium des Goethe-Instituts Lehmann für weitere vier Jahre in seinem Amt. Ein Jahr vor Ablauf seiner zweiten Amtszeit wurde er in der Sitzung des Präsidiums einstimmig für eine weitere Amtszeit von vier Jahren in seinem Amt im November 2015 bestätigt. Er amtierte bis zum 12. November 2020.
Mit Nachdruck hat sich Lehmann immer wieder für die Restitution deutschen Kulturgutes (Beutekunst) aus den Nachfolgestaaten der Sowjetunion und die Provenienzforschung eingesetzt. Er engagierte sich maßgeblich für die Wiederherstellung der Berliner Museumsinsel und konnte in seiner Amtszeit als Präsident der Stiftung Preußischer Kulturbesitz die Wiedereröffnung der Alten Nationalgalerie und des renovierten Bode-Museums feiern. Außerdem brachte er weitere Pläne wie die Rekonstruktion der Staatsbibliothek Unter den Linden, die Wiedereröffnung des Alten und Neuen Museums oder die Neugestaltung des Berliner Schlossplatzes auf den Weg.
Klaus-Dieter Lehmann setzt sich als Präsident des Goethe-Instituts für die erfolgreiche Verankerung des Instituts in Deutschland und in der Welt ein. Er sieht im Kulturdialog, im Austausch von Erfahrungen und Erkenntnissen und in der Struktur einer Lerngemeinschaft die entscheidenden Elemente einer Auswärtigen Kultur- und Bildungspolitik Deutschlands. Wichtigstes Alleinstellungsmerkmal des Goethe-Instituts ist für ihn das weltweite Netzwerk. Er versteht die Vernetzung nicht nur als organisatorische Struktur, sondern als programmatischen Ansatz, den das Goethe-Institut unter den Maximen Partnerschaft, Diskursfähigkeit und Dialogbereitschaft umsetzt. Erfolgsfaktoren sind aus seiner Sicht dabei die Grundprinzipien des interkulturellen Dialogs: Wertschätzung von Vielfalt, Gleichwertigkeit des anderen und interkulturelle Kompetenz der Akteure.
Die Förderung von Talenten, die Entwicklung der kulturellen Infrastruktur sowie die Stärkung von Zivilgesellschaften sind für Klaus-Dieter Lehmann zentrale Elemente der Arbeit des Goethe-Instituts. In Europa versteht er das Goethe-Institut als führenden Akteur des kulturellen Verständigungsprozesses, gerade in Zeiten wachsender Europa-Skepsis. Im Inland sieht er in der Stärkung einer „Kultur der Teilhabe“ gerade in Zeiten erhöhter Mobilität und Migration eine wichtige Aufgabe für das Goethe-Institut. In die Zeit seiner Präsidentschaft fielen u. a. die Neugründungen der Goethe-Institute in Daressalam, Kinshasa, Luanda und Nowosibirsk.
Lehmann ist Mitglied der Akademie der Wissenschaften und der Literatur Mainz sowie der Berlin-Brandenburgischen Akademie der Wissenschaft und Ehrenmitglied der Bayerischen Akademie der Schönen Künste. Er ist Ehrenmitglied des Vereins deutscher Bibliothekare und des Börsenvereins des Deutschen Buchhandels. Die Ludwig-Maximilians-Universität München verlieh ihm im Jahr 2001 die Ehrendoktorwürde. 2010 wurde er Ehrensenator der Humboldt-Universität zu Berlin. Er gehört als Mitglied der New York Academy of Sciences und der European Academy of Sciences and Arts an. Seit 2013 ist er Internationaler Berater des Praemium Imperiale der Japan Art Association sowie Kuratoriumsmitglied des Druckkunstmuseums in Leipzig und der KPM-Stiftung in Berlin. Seit Juli 2016 ist er Vorsitzender des Kuratoriums des Kulturfonds Frankfurt RheinMain.
Von 2005 bis 2010 gehörte Lehmann dem Kuratorium der Bertelsmann Stiftung an.
Aus Anlass seines 80. Geburtstags und seines Eintritts in den Ruhestand erschien im November 2020 der Dokumentarfilm Lehmann – Der letzte Kulturdiplomat von den Filmemachern Rainer Traube und Willie Schumann.
Lehmann ist seit 1965 mit Lieselotte Lehmann verheiratet. Das Ehepaar hat zwei erwachsene Kinder, einen Sohn und eine Tochter.

## Auszeichnungen
- 1990: Chevalier de l’Ordre Palmes Academiques
- 1996: Bundesverdienstkreuz 1. Klasse
- 2004: Ordine al Merito della Repubblica Italiana Grande Ufficiale
- 2006: Verdienstorden des Landes Berlin
- 2007: Österreichische Ehrenkreuz für Wissenschaft und Kunst I. Klasse
- 2008: Kulturgroschen des Deutschen Kulturrats[7]
- 2011: Großes Bundesverdienstkreuz[8]
- 2015: Mehrfarbiger Orden der Aufgehenden Sonne am Band (Japan)[9]
- 2016: Gutenberg-Preis der Stadt Mainz und der Gutenberg-Gesellschaft[10]
- 2017: Goldene Medaille der Humboldt-Gesellschaft für Wissenschaft, Kunst und Bildung[11]

## Veröffentlichungen (Auswahl)
- als Hrsg.: Bibliotheca publica Francofurtensis. Fünfhundert Jahre Stadt- und Universitätsbibliothek Frankfurt am Main. Zwei Bände. Frankfurt am Main 1984–1986, ISBN 3-88131-037-1.
- als Hrsg.: Restitution von Bibliotheksgut (= Zeitschrift für Bibliothekswesen und Bibliographie, Sonderhefte. Bd. 56). Klostermann, Frankfurt am Main 1993, ISBN 3-465-02605-5.
- als Hrsg.: Die Trophäenkommission der Roten Armee. Eine Dokumentensammlung zur Verschleppung von Büchern aus deutschen Bibliotheken (= Zeitschrift für Bibliothekswesen und Bibliographie, Sonderhefte. Bd. 64). Klostermann, Frankfurt am Main 1996, ISBN 3-465-02882-1.
- als Hrsg.: Schätze der Weltkulturen in den Sammlungen der Stiftung Preußischer Kulturbesitz. Nicolai, Berlin 2000, ISBN 3-87584-897-7.
- Buch, Bild und Arche. Bibliothek und Museum im 21. Jahrhundert. Berlin University Press, Berlin 2008, ISBN 978-3-940432-20-9.
- als Hrsg.: „Mein Lieblingsbuch.“ Geschichte(n) einer Freundschaft. Hueber, Ismaning 2010, ISBN 978-3-19-507891-7.
- mit Olaf Zimmermann (Hrsg.): Die Welt lesbarer machen. Goethe-Institute im Porträt. Dt. Kulturrat, Berlin / Goethe-Institut, München 2013.